# Ischnus brachyurus
Ischnus brachyurus är en stekelart som först beskrevs av Johann Ludwig Christian Gravenhorst 1829.  Ischnus brachyurus ingår i släktet Ischnus och familjen brokparasitsteklar. Inga underarter finns listade i Catalogue of Life.